# Новокарельский район
Новокарельский район — административно-территориальная единица в составе РСФСР, существовавшая в 1935—1956 годах.
Административный центр — село Толмачи.
Образован 12 июля 1929 года как Толмачевский район в составе Тверского округа Московской области из частей бывших Бежецкого, Вышневолоцкого и Тверского уездов. В состав района вошли сельсоветы Березовский, Васильковский, Ветчинский, Воротиловский, Воскресенский, Гнездовский, Горковский, Дворищенский, Дербужинский, Заболотский, Залазинский, Заручьевский, Климовский, Колмодворский, Митецкий, Мухреевский, Назаровский, Никулинский, Новостанский, Осташковский, Прудовский, Раменский, Сосновский, Спасо-Клинский, Толмачевский, Трофимковский и Удельно-Горский.
23 июля 1930 г. переподчинен непосредственно облисполкому. По данным статистического сборника Мособлисполкома в 1930 году население района — 25 757 человек, 95 % составляли карелы.
3 марта 1932 Воротиловский с/с был передан в Рамешковский район.
29 января 1935 года вошел в состав Калининской области, 5 марта 1935 г. переименован в Новокарельский район.
Постановлением президиума ВЦИК от 9 июля 1937 года был образован Карельский национальный округ в составе Лихославльского, Максатихинского, Новокарельского, Рамешковского и вновь созданного Козловского районов. 7 февраля 1939 года Карельский национальный округ ликвидирован, район переподчинен непосредственно облисполкому.
В 1940 году в состав района входили следующие сельсоветы:
1. Березовский
2. Васильковский
3. Гнездовский
4. Горковский
5. Залазинский
6. Дербужинский
7. Заболотский
8. Заручьевский
9. Климовский
10. Колмодворский
11. Митецкий
12. Мухреевский
13. Назаровский
14. Новостанский
15. Осташковский
16. Прудовский
17. Сосновский
18. Толмачевский
19. Трофимковский

Упразднен 4 июля 1956 года. Территория Новокарельского района вошла в состав Лихославльского (9 сельсоветов) и Спировского (1 сельсовет) районов.